# Darja Ptschelnik
Darja Ptschelnik (belarussisch Дар'я Пчэльнік, russisch Дарья Пчельник, engl. Transkription Darya Pchelnik; * 20. Dezember 1981 in Hrodna) ist eine belarussische Hammerwerferin.
Bei den Leichtathletik-Weltmeisterschaften 2005 in Helsinki schied sie in der Qualifikation aus.
2008 steigerte sie ihren persönlichen Rekord gegenüber der vorherigen Saison um mehr als fünf Meter auf 76,33 m, erzielt am 29. Juni in Minsk. Bei den  Olympischen Spielen in Peking wurde sie mit 73,65 m Dritte, nachdem ihre Landsmännin Aksana Mjankowa die Goldmedaille aberkannt wurde. 2017 wurde jedoch bei einer nachträglichen Analyse festgestellt, dass auch Ptschelnik bei den Olympischen Spielen 2008 gedopt war. Das IOC disqualifizierte sie deshalb rückwirkend von den Olympischen Spielen 2008.
Darja Ptschelnik ist 1,86 m groß und wiegt 91 kg.